# بخش میدفیلد، شهرستان گیگا، اوهایو
بخش میدفیلد (به انگلیسی: Middlefield Township) یک منطقهٔ مسکونی در ایالات متحده آمریکا است که در شهرستان جی‌آگو، اوهایو واقع شده است. بخش میدفیلد ۵۹٫۵ کیلومتر مربع مساحت و ۴٬۴۸۰ نفر جمعیت دارد و ۳۵۵ متر بالاتر از سطح دریا واقع شده است.